# Nytorga
Nytorga là một chi bướm đêm thuộc họ Noctuidae.